# Asarum crassisepalum
Asarum crassisepalum là một loài thực vật có hoa trong họ Aristolochiaceae. Loài này được S.F.Huang, T.H.Hsieh & T.C.Huang mô tả khoa học đầu tiên năm 1995.